# Thecla munatia
Thecla munatia är en fjärilsart som beskrevs av William Chapman Hewitson 1878. Thecla munatia ingår i släktet Thecla och familjen juvelvingar. Inga underarter finns listade i Catalogue of Life.